# Charles Bernstein
Charles Bernstein (Nova Iorque, 4 de abril de 1950) é um poeta, crítico, editor e professor norte-americano. É um dos mais importantes membros da poesia "LANGUAGE", editor da antiga revista L=A=N=G=U=A=G=E e editor do website Sibila.

## Biografia
Charles Bernstein nasceu no seio de uma família judaica de Nova Iorque em 1950. Estudou na Bronx High School of Science e na Universidade de Harvard, graduando-se em 1972. Publicou seu primeiro livro, Asylums, em 1975. Entre 1978 e 1981 editou, juntamente com Bruce Andrews, os 13 números da revista L=A=N=G=U=A=G=E. No mesmo período, lançou três outros livros de poesia: Parsing (1976), Shade (1978) e Poetic Justice (1979). Em 1984, lança The L=A=N=G=U=A=G=E Book, uma seleção do que fora publicado nos três anos de revista.
De 1989 a 2003 lecionou na Universidade de Buffalo, estado de Nova Iorque, onde também co-fundou e dirigiu o Programa de Poética e o Electronic Poetry Center (EPC). Atualmente, é professor na Universidade da Pensilvânia, tendo lá iniciado o projeto PennSound.
Nas últimas décadas publicou dezenas de livros e antologias. Trabalhou com compositores como Ben Yarmolinsky, Dean Drummond e Brian Ferneyhough, para os quais escreveu o libreto de cinco óperas, e com vários artistas plásticos, dentre os quais Richard Tuttle, Mimi Gross e sua esposa, Susan Bee. É co-editor da revista literária brasileira Sibila, ao lado de Régis Bonvicino e amplo grupo de autores de renome internacional.
Em 2020, o poeta norte-americano Charles Bernstein publicou uma coletânea de poemas exclusiva intitulada Poesia não tem futuro a menos que chegue ao fim: poemas de inteligência artificial (Poetry Has No Future Unless It Comes to an End). Os poemas desse livro foram gerados por um modelo de IA treinado exclusivamente com base no próprio trabalho de Bernstein, criando resultados que o poeta editou, omitindo poemas e versos selecionados sem acrescentar nova linguagem. Esse trabalho colaborativo com o artista Davide Balula explora o que acontece quando a poesia emerge de processos humanos e artificiais, examinando a “condição humana” a partir de uma perspectiva aumentada. Em uma entrevista à Revista Piparote, Bernstein discutiu as complexidades da colaboração, observando que “esse projeto exigiu mais trabalho - meu e de Davide - do que se eu tivesse escrito os poemas sozinho”. Ele destacou que, embora o projeto seja anterior a ferramentas como o ChatGPT, ele se alinha a um interesse de longa data em mídia programável para poesia, citando influências de pioneiros da poesia digital, como Jackson Mac Low, Nick Monfort, John Cayley e Loss Pequeño Glazier. Este trabalho marca uma contribuição significativa para a literatura sintética, explorando a interseção entre tecnologia, literatura e arte, e sugere um papel em evolução para a IA na poesia.

### Poesia
- Girly Man (University of Chicago Press, 2006)
- Shadowtime (libreto para uma ópera de Brian Ferneyhough, baseada na vida de Walter Benjamin) (Los Angeles: Green Integer, 2005)
- With Strings (Chicago: University of Chicago Press, 2001)
- Republics of Reality: 1975-1995 (Los Angeles: Sun & Moon Press, 2000)
- Dark City (Los Angeles: Sun & Moon Press, 1994)
- Rough Trades (Los Angeles: Sun & Moon Press, 1991)
- The Sophist (Los Angeles: Sun & Moon Press, 1987; reimpressão: Cambridge, Reino Unido: Salt Publishing, 2004)
- Islets/Irritations (Nova Iorque: Jordan Davies, 1983; reimpressão: Nova Iorque: Roof Books, 1992)
- The Nude Formalism, com Susan Bee (Los Angeles: Sun & Moon Press, 1989; reimpressão: Charlottesville, VA: Outside Voices, 2006)
- Controlling Interests (Nova Iorque: Roof Books, 1980)
- L E G E N D, com Bruce Andrews, Steve McCaffery, Ron Silliman, Ray DiPalma (Nova Iorque: L=A=N=G=U=A=G=E/Segue, 1980)
- Poetic Justice (Baltimore: Pod Books, 1979)
- Shade (College Park, MD: Sun & Moon Press, 1978)
- Parsing (Nova Iorque: Asylum's Press, 1976)
- Asylums (Nova Iorque: Asylum's Press, 1975)

### Ensaios
- My Way: Speeches and Poems (Chicago: University of Chicago Press, 1999)
- A Poetics (Cambridge: Harvard University Press, 1992)
- Content's Dream: Essays 1975-1984 (Los Angeles: Sun & Moon Press, 1986; reimpressão: Northwestern University Press, 2001)

### Tradução
- Red, Green, and Black, de Olivier Cadiot (Hartford: Potes & Poets, 1990)
- The Maternal Drape, de Claude Royet-Journoud (Windsor, VT: Awede Press, 1984)

## Teses sobre a obra de Charles Bernstein
- Göricke, Ursula. Poetry as epistemological inquiry: reading Bernstein reading Cavell reading Wittgenstein tese de doutoramento aprovada na Universidade Técnica de Aachen (Alemanha): 2003.
- Mönke, Stefan. Charles Bernstein's Response to the Postmodern Condition tese de mestrado aprovada na Universidade de Coimbra (Portugal): 2011.

1. ↑  «Charles Bernstein - Sibila». Consultado em 28 de outubro de 2024
2. ↑  «DAVIDE BALULA AND CHARLES BERNSTEIN». balula.org. Consultado em 28 de outubro de 2024
3. ↑  Revista Piparote (1 de outubro de 2024). «Entrevista com o poeta norte-americano Charles Bernstein». Piparote. Consultado em 28 de outubro de 2024